# Захарово (Гусь-Хрустальный район)
Захарово — деревня в Гусь-Хрустальном районе Владимирской области России, входит в состав Муниципального образования «Посёлок Золотково».

## География
Деревня расположена в 41 км на юго-восток от Гусь-Хрустального на правом берегу реки Чармус на границе с Меленковским районом. 

## История
Деревня Захарова отмечена на картах XVIII века. 
В 1904 году деревня Захарово входила в состав Черсевской волости Меленковского уезда Владимирской губернии и имела 65 дворов при численности населения 390 чел.

## Население
| 1859 | 1905 | 1926 | 2002 | 2010 | 2021 |
| ---- | ---- | ---- | ---- | ---- | ---- |
| 225  | ↗390 | ↗551 | ↘55  | ↘25  | ↘19  |

## Транспорт и связь
Деревню обслуживает сельское отделение почтовой связи Черсево (индекс 601541).

## Известные уроженцы
Якунин, Владимир Иванович — бывший президент ОАО Российские железные дороги.